# Donzère
Donzère là một xã thuộc tỉnh Drôme trong vùng Rhône-Alpes đông nam nước Pháp. Xã Donzère nằm ở khu vực có độ cao trung bình 64 mét trên mực nước biển.
Xã nằm ở tả ngạn sông Rhône, gần Montélimar.

## Dân số
| Năm | 1911 | 1962 | 1968 | 1975 | 1982 | 1990 | 1999 | 2005 |
| --- | ---- | ---- | ---- | ---- | ---- | ---- | ---- | ---- |
| Dân số | 1561 | 2311 | 3334 | 3223 | 3915 | 4265 | 4379 | 4700 |
| From the year 1962 on: No double counting—residents of multiple communes (e.g. students and military personnel) are counted only once. |      |      |      |      |      |      |      |      |

## Nhân vật
- Félix Clement: họa sĩ thế kỷ 19, Khôi nguyên La Mã.
- Loys Prat: họa sĩ, Khôi nguyên La Mã.
- Maurice-René Simonnet, nhà chính trị.